# Bert Romp
Berend "Bert" Romp (Veendam, 4 de novembro de 1958 – Tilburgo, 4 de outubro de 2018) foi um ginete de elite neerlandês, especialista em saltos, campeão olímpico. 

## Carreira
Bert Romp representou seu país nos Jogos Olímpicos de 1992 e 1996, na qual conquistou a medalha de ouro nos saltos por equipes em 1992.
Foi também treinador da equipe nacional. Atingido na cabeça pelo coice de um cavalo que transportava, não resistiu aos ferimentos e faleceu em 4 de outubro de 2018 aos 59 anos de idade.